# Arno
Arno je řeka v Itálii (Toskánsku). Je 248 km dlouhá. Povodí má rozlohu 8500 km².

## Průběh toku
Pramení v Toskánskoemiliánských Apeninách. Až do Florencie teče v úzké dolině, níže pak kopcovitou krajinou. Ústí do Ligurského moře.

## Vodní režim
K povodním dochází na jaře a na přelomu podzimu a zimy. Při povodni v listopadu 1966 se úroveň hladiny zvedla o 11 m a řeka zatopila značnou část Florencie. Průměrný roční průtok vody činí 138 m³/s.

## Využití
Na řece je možná lodní doprava v úseku od města Pontedera do města Pisa. Dále k moři je vybudován kanál.